# 小行星4214
小行星4214（英語：4214 Veralynn）是一颗围绕太阳公转的小行星。1987年10月22日，柳德米拉·瓦斯列娜·朱然勒娃在克里米亚发现了此天体。
这颗小行星的绝对星等为83.79150200551425等。